# Neophylax mitchelli
Neophylax mitchelli är en nattsländeart som beskrevs av Carpenter 1933. Neophylax mitchelli ingår i släktet Neophylax och familjen Uenoidae. Inga underarter finns listade i Catalogue of Life.